# 증거개시최초회의
증거개시최초회의는 미국의 민사소송상 증거개시(디스커버리)절차의 첫 단계이다. 미국 연방소송에서는 연방민사소송규칙 제26조에 관련 조항이 있다.
원고는 피고에게 소장을 송달한 후 증거개시절차를 계획하기 위해 빠른시일내에 만나서 일정조정회의나 일정조정명령 발령일 21일 이전에 행하여야 한다. 당사자는 제안된 증거개시절차계획에 합의를 시도하고, 회의 후 14일 이내에 법원에 제출해야한다.

## 회의주제
증거개시절차의 각 단계에 대한 증거개시, 증거개시제한, 사건 관리 일정 및 시일, 기한의 주제에 대한 당사자들의 제안을 교환해야 합니다
- 디스커버리의 대상이 될 만한 정보를 가지고 있을 것으로 보이는 각 개인의 이름과 (알 수 있다면) 주소 및 전화번호 그리고 그 정보의 주제. 공개 당사자가 그의 청구와 방어를 뒷받침해 줄 용도로 사용할 수 있다. 단, 그 사용이 오직 비난만을 위한 경우는 그러하지 아니하다.

- 공개 당사자가 소유, 보관 또는 통제하는 것으로서 그의 청구와 방어를 뒷받침해 줄 용도로 사용할 수 있는 모든 문서, 전자적으로 보관된 정보와 유형물(有形物)의 사본 또는 분류 및 장소에 관한 기술(記述)

- 정보제공자가 주장하는 손해 배상금의 산정과 그 산정을 바탕으로 한 자료들의 사본

- 내려질 판결의 전체 또는 일부에 대해 보험사가 책임을 지기로 한 보험 계약서 사본

이 필수공개사항을 서로 공개한 후, 본 증거개시절차가 시작된다. 선서조서, 질문서, 시인요구, 문서제출요구, 당사자는 자신의 초기 공개 그들이 자신의 주장이나 방어를 지원하기 위해 법원에 사용할 새로운 증인 또는 문서를 발견 할 때마다 필수공개사항에 추가로 보충해야 한다.

## 같이 보기
- 민사소송법